# Diemerdammersluis
De Diemerdammersluis was een spuisluis in Amsterdam-Oost. De sluis ligt in de Diemerzeedijk ten oosten van IJburg.

## Geschiedenis
De veengebieden rondom Amsterdam komen vanaf de 11e eeuw steeds lager te liggen en de kans op overstromingen door de Zuiderzee nam toe. Na de Allerheiligenvloed in 1170 viel het besluit de Diemerzeedijk aan te leggen. De dijk was zwak en brak vaak door, in 1477, 1508, 1516 en 1530, 1651 en 1702. Na elke doorbraak werd de schade hersteld en de dijk verstevigd. Voor de laatste keer bezweek de dijk in 1916 bij Fort Diemerdam. Met de aanleg van Afsluitdijk verloor de dijk de functie van zeewaterkering.
De Diemerdamsluis werd gebouwd rond het jaar 1400. Het is een van de oudste spuisluizen in de omgeving van Amsterdam, de Ipenslotersluis werd in dezelfde periode aangelegd. De belangrijkste taak was het afvoeren van water uit Amstelland. In de sluis zijn drie ingemetselde stenen met teksten. Deze dateren uit 1674, 1716 en 1734. In het laatste jaar is het hout van de wanden vervangen door stenen.
Eind 18e en begin 19e eeuw werd een nieuw militair plan ter verdediging van Amsterdam uitgevoerd. In deze Stelling van Amsterdam speelde het Fort Diemerdam een belangrijke rol ter verdediging van de toegang tot de Amsterdamse haven vanuit de Zuiderzee en ook ter verdediging van de belangrijke spuisluis die net buiten het fortterrein ligt.
Met de aanleg van het Merwedekanaal, het later Amsterdam-Rijnkanaal, speelde de sluis een rol in het handhaven van het waterpeil in het kanaal en daarmee verbonden wateren. Als het water in het IJmeer lager stond dan in de Amsterdam-Rijnkanaal dan kon de sluis geopend worden om het wateroverschot af te voeren. In het algemeen staat het water in het IJmeer gelijk, winterpeil: 0,4 meter beneden Normaal Amsterdams Peil (NAP) en zomerpeil 0,2 meter beneden NAP, aan dat van het Amsterdam-Rijnkanaal, hele jaar 0,4 meter beneden NAP, en alleen in zeer natte periode werd de Diemerdammersluis nog geopend.
Het gemaal IJmuiden draagt het meeste zorg voor het beheren van de waterstand en de Diemerdammersluis sprong bij in extreem natte perioden.
Bij de vijfjaarlijkse veiligheidstoetsing is de sluis in 2005 afgekeurd. Besloten werd de Ipenslotersluis te vernieuwen en de capaciteit te verdubbelen. De Diemerdammersluis werd hierdoor overbodig. In 2017 is de Diemerdammersluis buiten werking gesteld en werd een damwand aan de kant van het IJmeer geslagen. In de damwand is een vispassage gerealiseerd. De sluis werkt niet meer, maar is nog altijd aanwezig.
De sluis valt onder het Waterschap Amstel, Gooi en Vecht en haar voorgangers en wordt beheerd door Waternet. 